# Jawbone Canyon

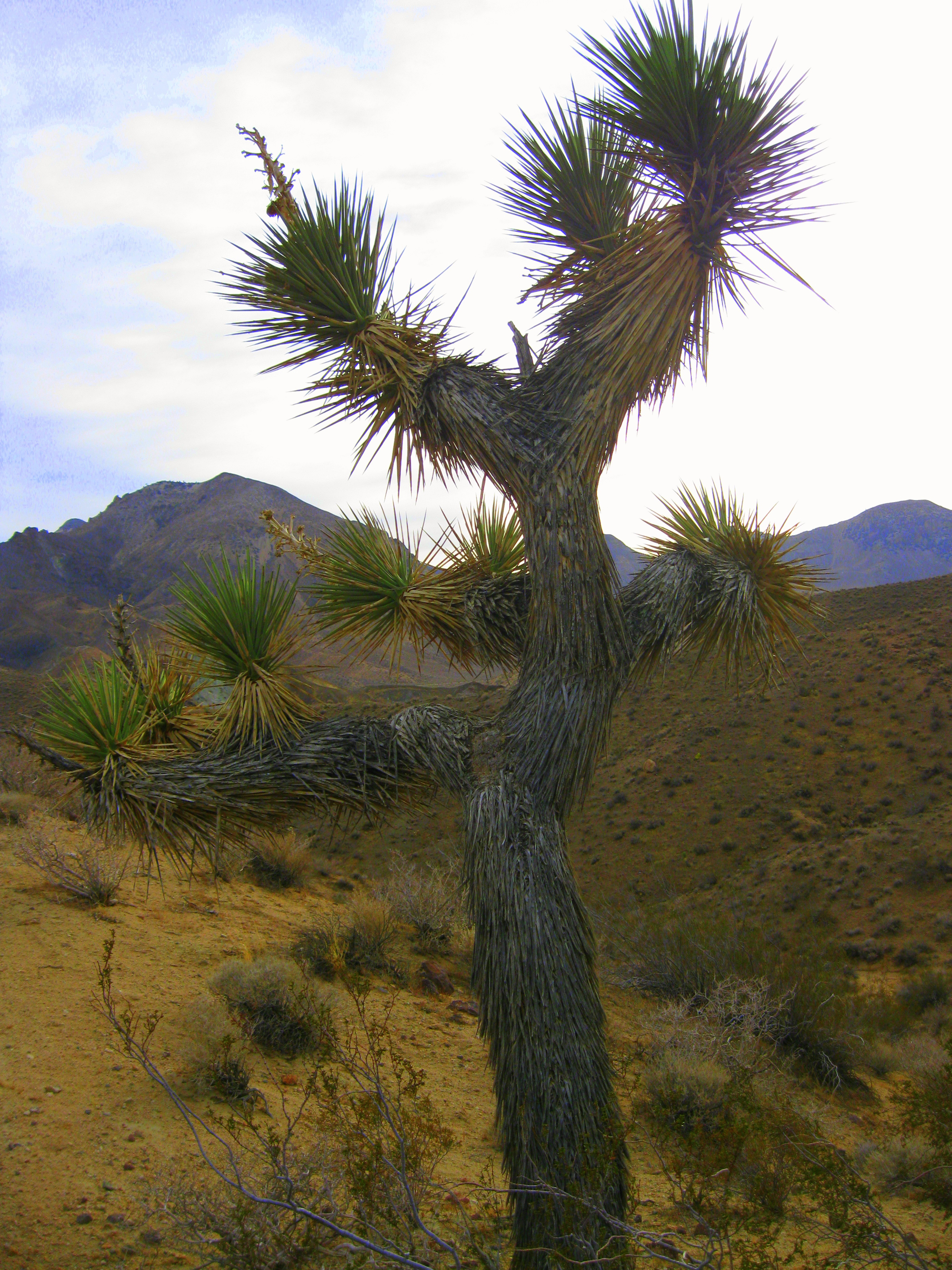
Yucca brevifolia—Joshua tree au Jawbone Canyon

Jawbone Canyon est une caractéristique géographique se trouvant dans le désert des Mojaves et une zone administrée par le Bureau of Land Management située dans le comté de Kern, en Californie, à 20 miles (32 km) au nord de Modèle:Mojave (Californie) sur la CA 14. La région est une destination populaire pour les passionnés de la randonnée pédestre et de la conduite tout-terrain.

## Histoire
Les Européens s’installèrent pour la première fois dans le canyon vers 1860 et le nomment Jawbone Canyon, en référence à sa forme qui ressemble à une mandibule et le sentier été utilisé comme une voie commerciale qui avait pour source Keyesville dans les Piute Mountains. Au cours de la ruée vers l'or de la Kern River, plusieurs mines d'or furent exploitées dans le canyon, l’exploitation la plus productive plus réussie, la mine St.John, a produit l'équivalent de 700 000 $ en or entre 1860 et 1875. La mine Gwynn, sur la l'échelle de qualité Geringer, a permis d'extraire l'équivalent de 770 000 $ en or et en quartz avant de cesser d'être exploitée en 1942. L'exploitation minière a continué pendant les années 1940, principalement centrée sur l'extraction de rhyolite et d'antimoine.
Le canyon et ses environs sont utilisés pour les loisirs depuis le début du XXe siècle. Une étude scientifique publiée en 1983, prévient que de très importantes dégradations de l'environnement avaient été causé ont été causés par les véhicules tout-terrain circulant dans le Jawbone Canyon. Bien que le hors-piste soit encore permis dans la zone allouée aux loisirs, il est interdit à l'intérieur de la Jawbone-Butterbredt Area of Critical Environmental Concern et la circulation est limitée aux pistes établies.

## Caractéristiques
- La plus large conduite de l'aqueduc de Los Angeles traverse le Jawbone Canyon[5].
- Blue Point, une grande colline couverte de roches bleu-vert , marque l'entrée de l'Alphie Canyon. La couleur de ces roches est due au oxydes de cuivre présents dans celles-ci[6],[7].
- La ferme éolienne de Tehachapi Pass est visible une fois arrivé à l'extrémité est de la piste.
- La route du Jawbone Canyon à pour continuation la route des Piute Mountains une fois à l'intérieur de la forêt nationale de Sequoia.
- Jawbone-Butterbredt Zone Jawbone-Butterbredt à Préoccupation Environnementale Critique

### Articles
- Parc d'État de Red Rock Canyon
- Burro Schmidt Tunnel

### Index
- Catégorie: Flore des régions désertiques de Californie
- Catégorie: Faune du Désert des Mojaves
- Catégorie: Aires protégées du Désert des Mojaves